# Get A Life〜Again〜
「Get A Life ～Again～」（ゲット・ア・ライフ アゲイン）は、twenty4-7の6枚目のシングル。2009年2月4日にrhythm zoneから発売。

## 解説
インディーズ時代から歌い続けてきた楽曲であり、メジャー・デビュー・アルバム『Life』に収録されている「Get A Life」をリメイクしたもの。
"生きてる意味を知ろう"というフレーズをテーマに製作された楽曲。
映画「余命」の主題歌。この映画の監督である生野慈朗が数年前、ラジオでこの曲を聞いた際非常に気に入り、この楽曲のメッセージ性が映画「余命」のテーマにぴったりだと言うことで生野が本人にオファー、実現した。「Get A Life」が映画主題歌として使用されることが決定し、今回のリメイク・シングルカットが行われた。生野は「この曲を聞いて以来、いつか自分の作品にこの曲を使いたかった。」と述べている。twenty4-7は、映画の特別試写会にも出席した。映画「余命」のピンクリボン運動に賛同し、このシングルの売上の一部を日本対がん協会に寄付することを発表した。本作発売2週間後に本作を含む2ndアルバム『PROGRESS』がリリース。

## 収録曲
作詞・作曲：MIKA　編曲：Hitoshi Harukawa
1. Get A Life ～Again～ (5:04)
2. Get A Life ～Piano Version～ (5:57)
3. Get A Life ～T-Btz Remix～ (5:03)
4. Get A Life ～Again～ ＜Instrumental＞ (5:04)
5. Get A Life ～Piano Version～ ＜Instrumental＞ (5:54)